# Ménil-Vin
Ménil-Vin est une commune française, située dans le département de l'Orne en région Normandie, peuplée de 48 habitants.

## Géographie
Couvrant 362 hectares, le territoire de Ménil-Vin est le moins étendu du canton de Putanges-Pont-Écrepin.
| Rapilly                   | Les Loges-Saulces                | Les Loges-Saulces                     |
| Rapilly, Les Isles-Bardel | Ménil-Vin                        | Les Loges-Saulces, Bazoches-au-Houlme |
| Les Isles-Bardel          | Ménil-Hermei, Bazoches-au-Houlme | Bazoches-au-Houlme                    |

### Climat
Pour des articles plus généraux, voir Climat de la Normandie et Climat de l'Orne.
En 2010, le climat de la commune est de type climat océanique franc, selon une étude du CNRS s'appuyant sur une série de données couvrant la période 1971-2000. En 2020, Météo-France publie une typologie des climats de la France métropolitaine dans laquelle la commune est exposée à un climat océanique et est dans la région climatique Normandie (Cotentin, Orne), caractérisée par une pluviométrie relativement élevée (850 mm/a) et un été frais (15,5 °C) et venté. Parallèlement le GIEC normand, un groupe régional d’experts sur le climat, différencie quant à lui, dans une étude de 2020, trois grands types de climats pour la région Normandie, nuancés à une échelle plus fine par les facteurs géographiques locaux. La commune est, selon ce zonage, exposée à un « climat contrasté des collines », correspondant au Bocage normand, bien arrosé, voire très arrosé sur les reliefs les plus exposés au flux d’ouest, et frais en raison de l’altitude.
Pour la période 1971-2000, la température annuelle moyenne est de 10,6 °C, avec une amplitude thermique annuelle de 13,1 °C. Le cumul annuel moyen de précipitations est de 805 mm, avec 12,2 jours de précipitations en janvier et 8 jours en juillet. Pour la période 1991-2020, la température moyenne annuelle observée sur la station météorologique la plus proche, située sur la commune de Pierrefitte-en-Cinglais à 8 km à vol d'oiseau, est de 11,2 °C et le cumul annuel moyen de précipitations est de 806,5 mm,. Pour l'avenir, les paramètres climatiques de la commune estimés pour 2050 selon différents scénarios d’émission de gaz à effet de serre sont consultables sur un site dédié publié par Météo-France en novembre 2022.

## Urbanisme

### Typologie
Au 1er janvier 2024, Ménil-Vin est catégorisée commune rurale à habitat très dispersé, selon la nouvelle grille communale de densité à sept niveaux définie par l'Insee en 2022.
Elle est située hors unité urbaine et hors attraction des villes,.

### Occupation des sols
L'occupation des sols de la commune, telle qu'elle ressort de la base de données européenne d’occupation biophysique des sols Corine Land Cover (CLC), est marquée par l'importance des territoires agricoles (94,1 % en 2018), une proportion identique à celle de 1990 (94,1 %). La répartition détaillée en 2018 est la suivante : 
terres arables (47,2 %), prairies (34,6 %), zones agricoles hétérogènes (12,3 %), forêts (5,9 %). L'évolution de l’occupation des sols de la commune et de ses infrastructures peut être observée sur les différentes représentations cartographiques du territoire : la carte de Cassini (XVIIIe siècle), la carte d'état-major (1820-1866) et les cartes ou photos aériennes de l'IGN pour la période actuelle (1950 à aujourd'hui).

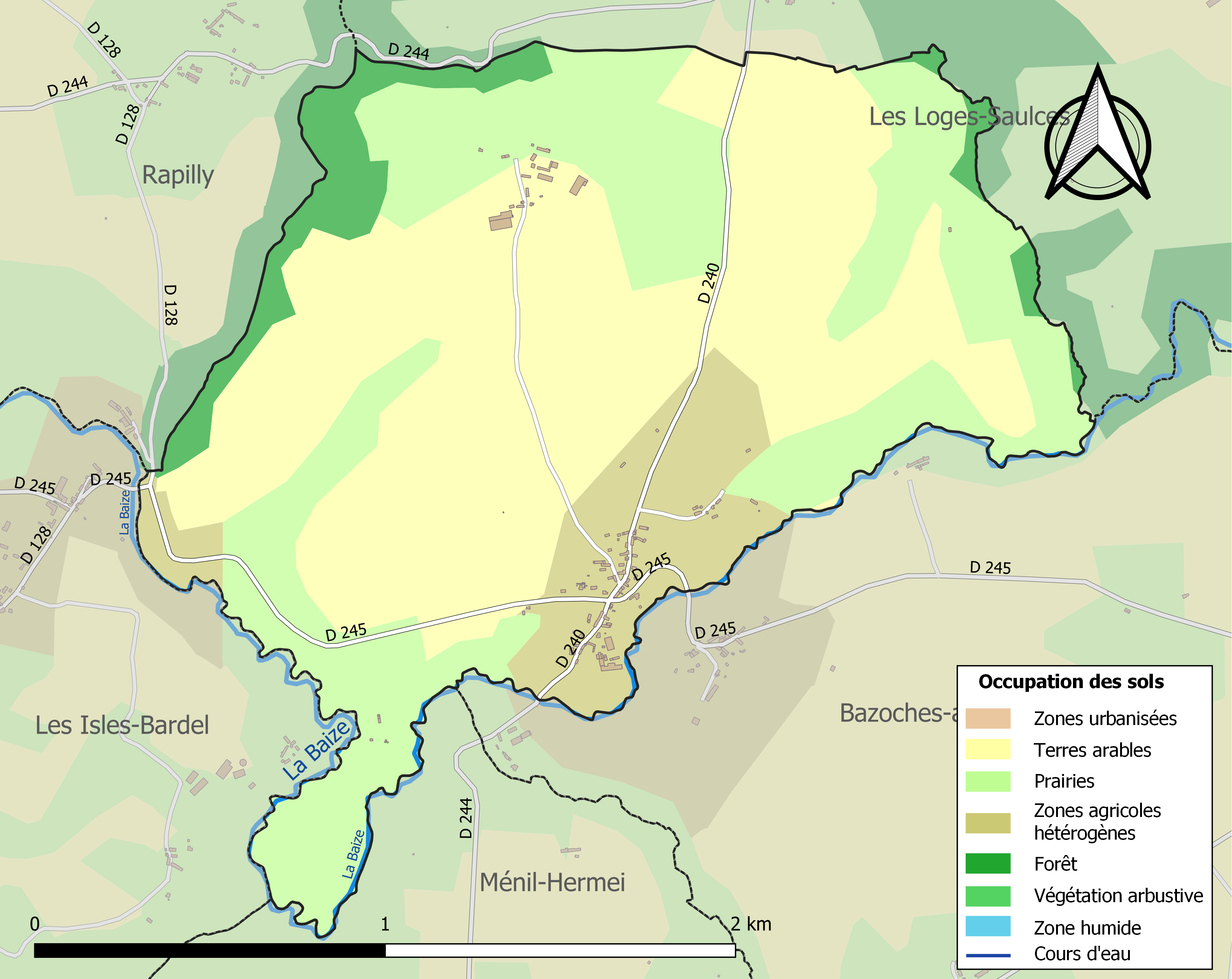
Carte des infrastructures et de l'occupation des sols de la commune en 2018 (CLC).

## Toponymie
Le nom de la localité est attesté sous les formes Mesnillum Vin en 1335 (pouillé du diocèse de Séez) ; Mesnil Vain en 1793 ; Menil-Vingt en 1801.
L'ancien français mesnil, « domaine rural », est à l'origine de nombreux toponymes, notamment en Normandie. La graphie Ménil a été imposée pour les différents Mesnil de l'Orne par un préfet au début du XIXe siècle. Il est souvent précédé ou suivi d'un anthroponyme. Peut-être s'agit-il du germanique occidental wini ou du vieux norrois vinr (accusatif vin) « ami », utilisés comme noms de personnes cf. Le Mesnil-Villement (Calvados, Mesnillum Wineman 1335), situé à 5 km et son homonyme Le Mesnil-Villeman (Manche, Mesnil Vineman 1102).
Le gentilé est Ménil-Vinois.

## Histoire
En 1335, la cure est alors à la présentation de « l'abbesse de Caen » qui perçoit la plus grande partie des revenus de la paroisse : dîme, etc.
Avant la Révolution de 1789, du point de vue judiciaire, la paroisse faisait partie de la sergenterie de Thury (subdivision de la vicomté de Falaise).

## Politique et administration
| Période                                  | Période   | Identité       | Étiquette | Qualité     |
| ---------------------------------------- | --------- | -------------- | --------- | ----------- |
| 1989                                     | mars 2008 | Roland Raux    | SE        |             |
| mars 2008                                | En cours  | Régis Duchesne | SE        | Agriculteur |
| Les données manquantes sont à compléter. |           |                |           |             |

Le conseil municipal est composé de sept membres dont le maire et un adjoint.

## Démographie
L'évolution du nombre d'habitants est connue à travers les recensements de la population effectués dans la commune depuis 1793. Pour les communes de moins de 10 000 habitants, une enquête de recensement portant sur toute la population est réalisée tous les cinq ans, les populations de référence des années intermédiaires étant quant à elles estimées par interpolation ou extrapolation. Pour la commune, le premier recensement exhaustif entrant dans le cadre du nouveau dispositif a été réalisé en 2004.
En 2022, la commune comptait 48 habitants, en évolution de −9,43 % par rapport à 2016 (Orne : −3,21 %, France hors Mayotte : +2,11 %).
Ménil-Vin a compté jusqu'à 359 habitants en 1806. Peuplée de 65 habitants au recensement de 2007, elle est la commune la moins peuplée du canton de Putanges-Pont-Écrepin.
| 1793 | 1800 | 1806 | 1821 | 1836 | 1841 | 1846 | 1851 | 1856 |
| ---- | ---- | ---- | ---- | ---- | ---- | ---- | ---- | ---- |
| 230  | 216  | 359  | 290  | 313  | 307  | 313  | 308  | 304  |

| 1861 | 1866 | 1872 | 1876 | 1881 | 1886 | 1891 | 1896 | 1901 |
| ---- | ---- | ---- | ---- | ---- | ---- | ---- | ---- | ---- |
| 217  | 188  | 176  | 179  | 159  | 144  | 136  | 131  | 132  |

| 1906 | 1911 | 1921 | 1926 | 1931 | 1936 | 1946 | 1954 | 1962 |
| ---- | ---- | ---- | ---- | ---- | ---- | ---- | ---- | ---- |
| 131  | 120  | 102  | 85   | 90   | 83   | 74   | 68   | 67   |

| 1968 | 1975 | 1982 | 1990 | 1999 | 2004 | 2006 | 2009 | 2014 |
| ---- | ---- | ---- | ---- | ---- | ---- | ---- | ---- | ---- |
| 61   | 61   | 71   | 65   | 64   | 62   | 65   | 63   | 55   |

| 2019 | 2022 | - | - | - | - | - | - | - |
| ---- | ---- | - | - | - | - | - | - | - |
| 52   | 48   | - | - | - | - | - | - | - |

## Lieux et monuments
- Viaduc de Rapilly, en partie sur le territoire communal.
- Gare de Ménil-Vin.
- Église Saint-Pierre en partie du Xe ou du XIe. Retable du XVIIe. Vierge à l’enfant Jésus debout à ses pieds du XVIIIe

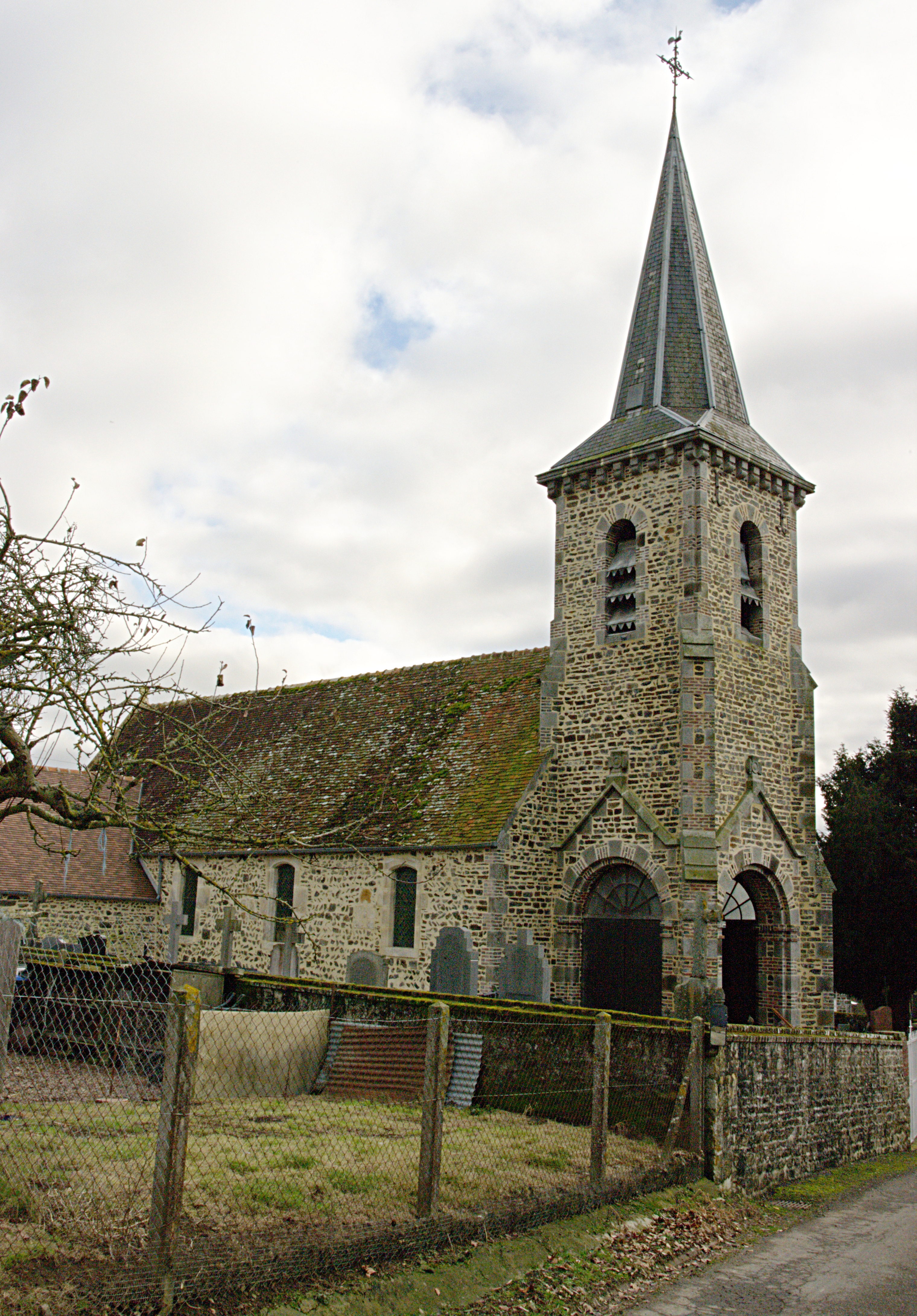
L'église Saint-Pierre.
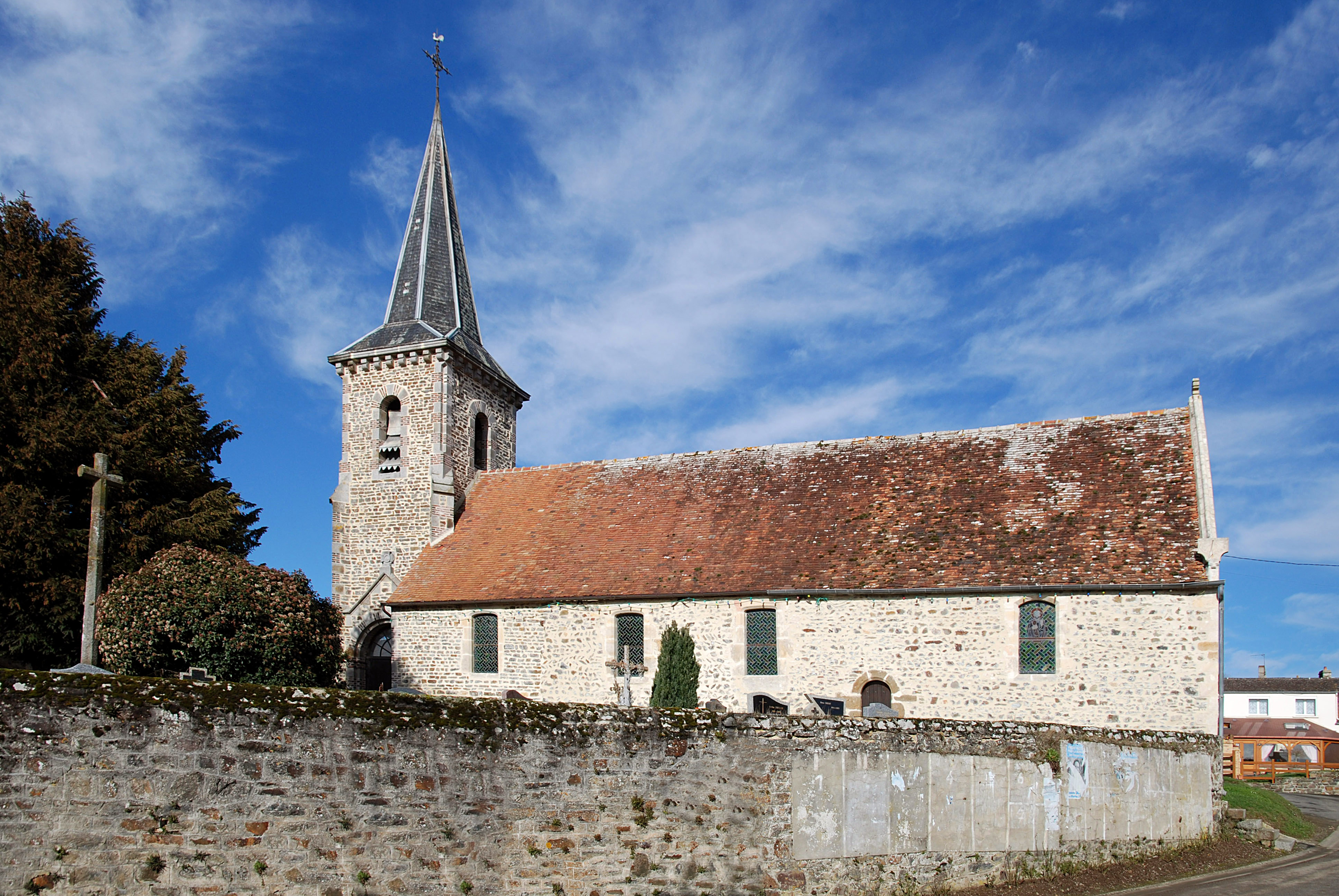
L’église Saint-Pierre. Vue sud.
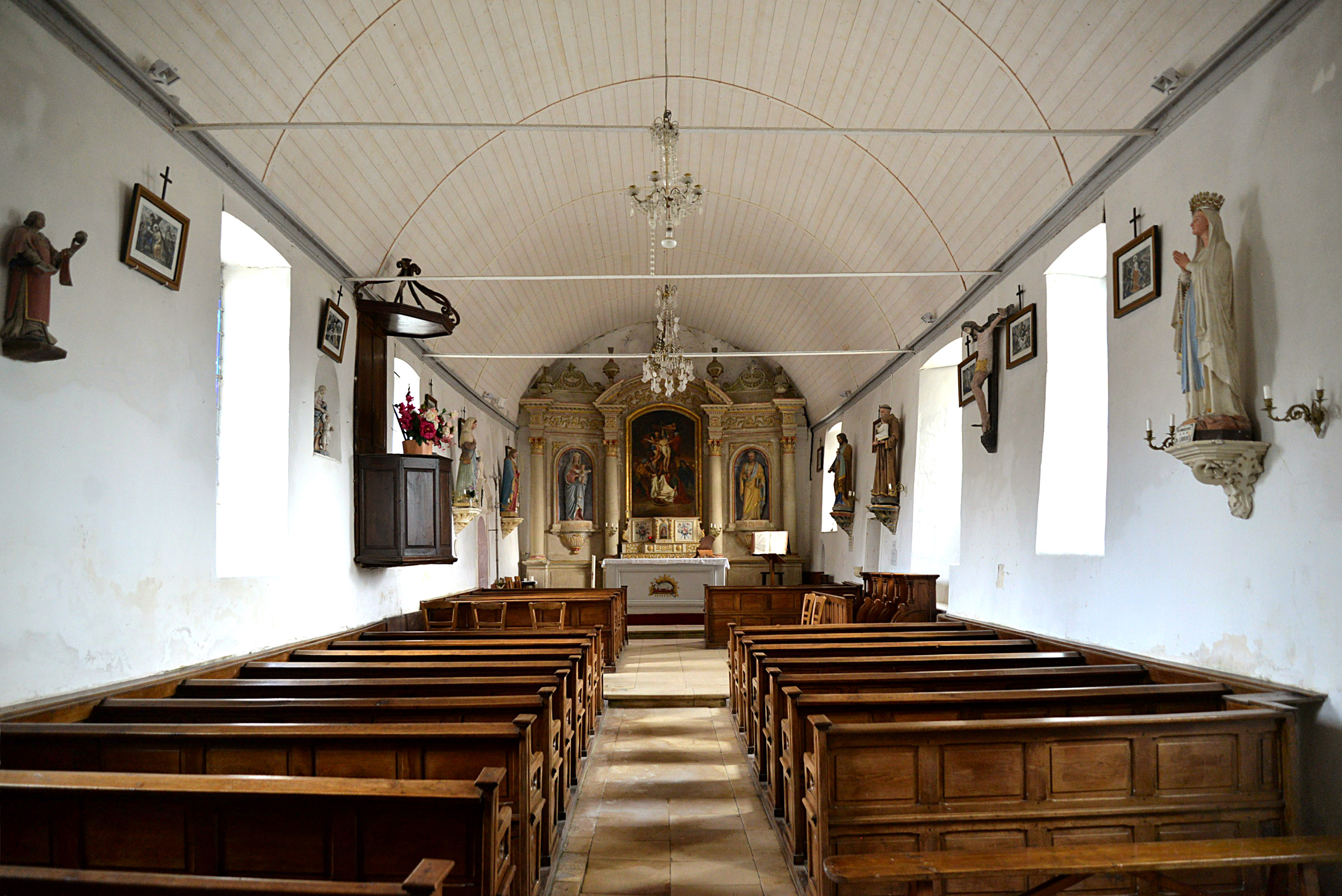
Nef de l’église Saint-Pierre.
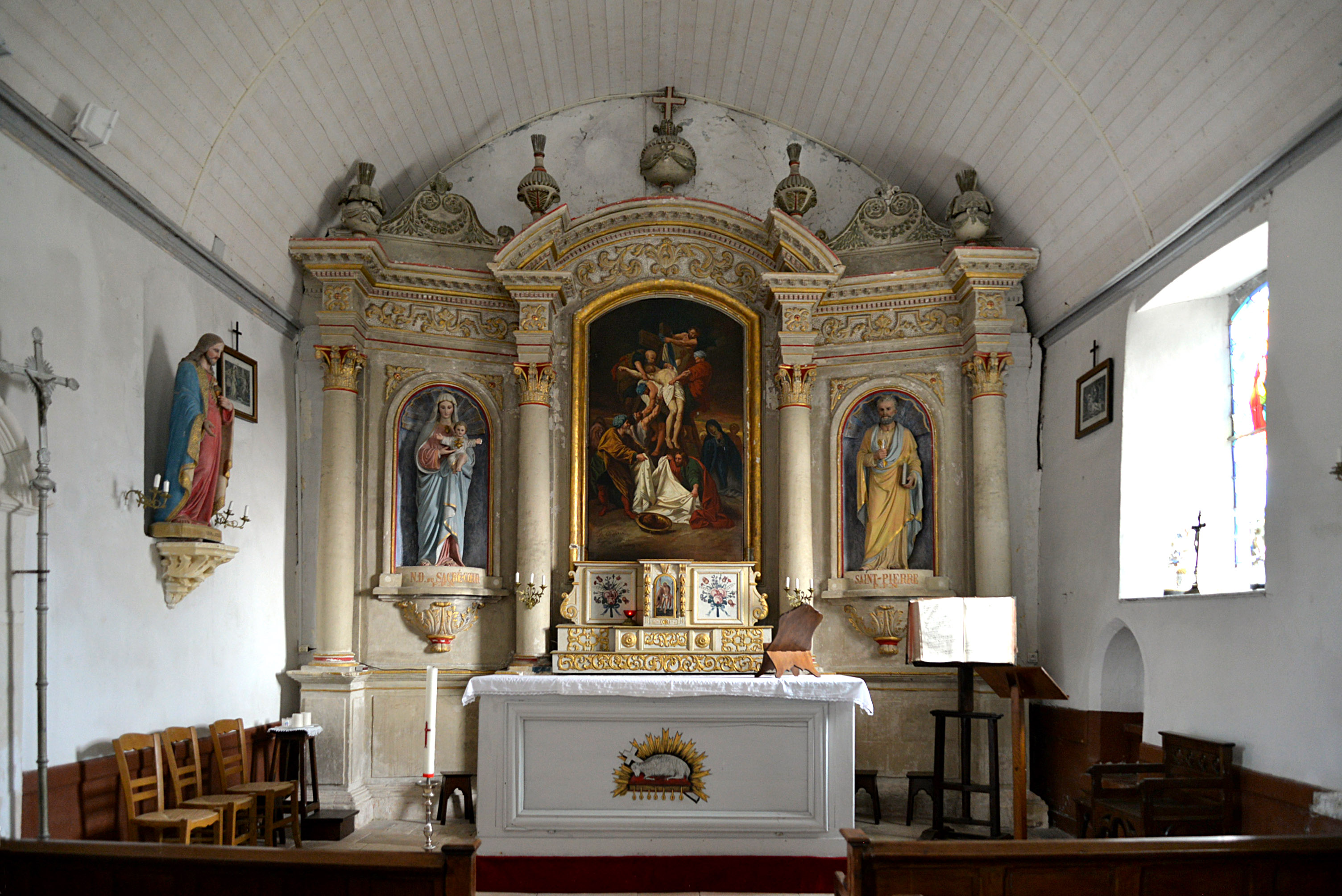
Retable de l’église Saint-Pierre.
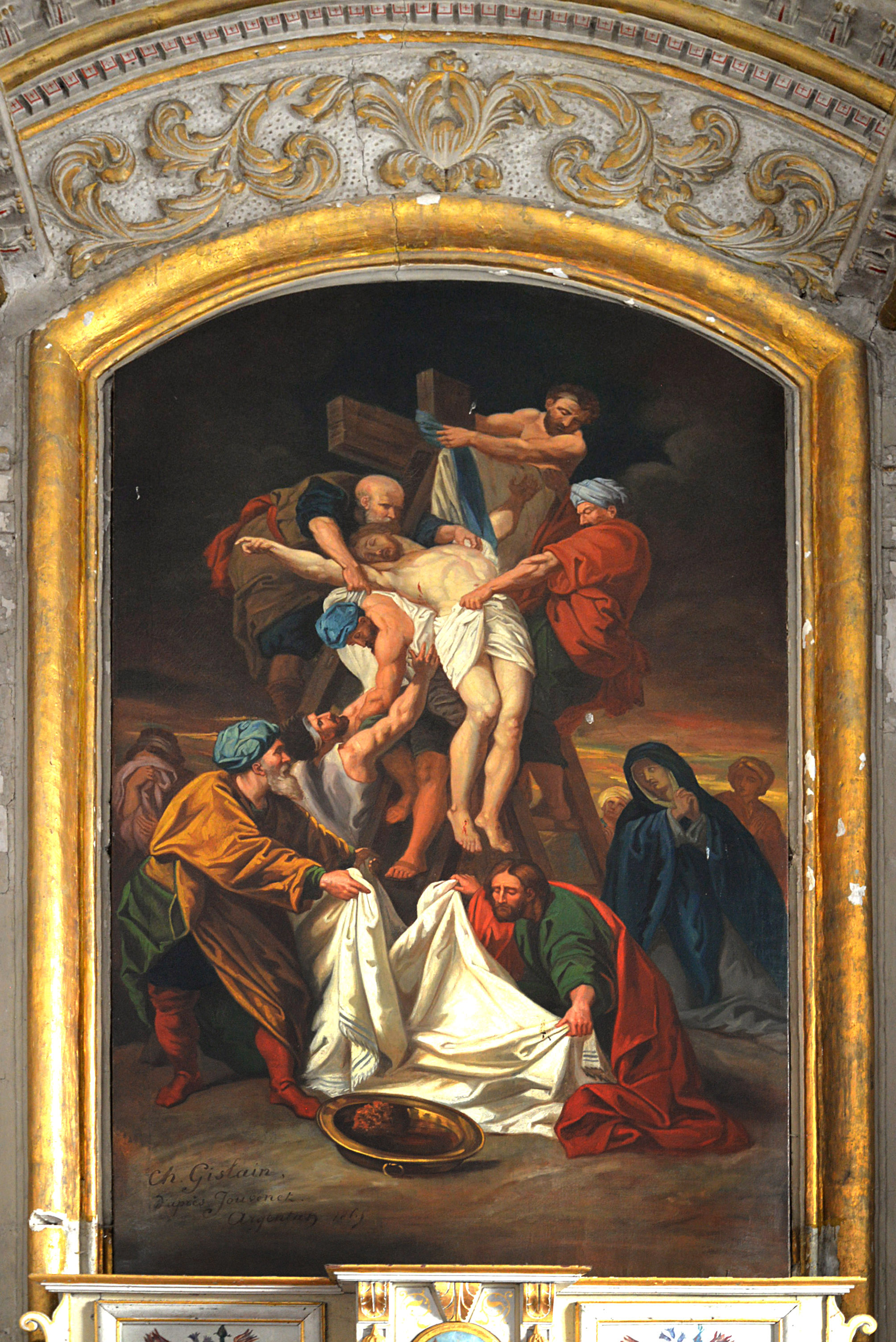
Descente de Croix. Église Saint-Pierre.
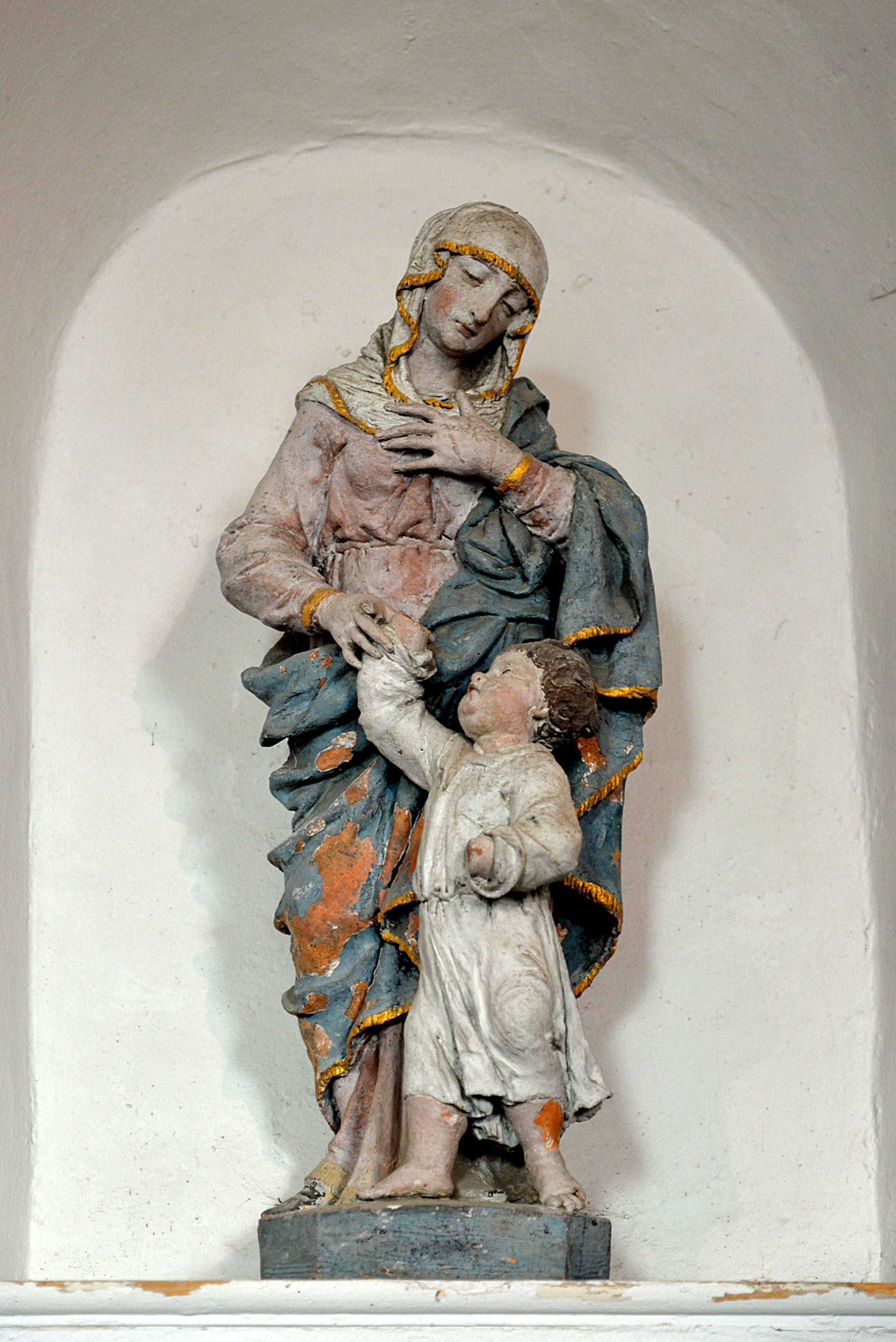
Vierge à l'enfant Jésus debout à ses pieds.

## Activité et manifestations

### Associations
- Groupement du Moulin : groupement de pêcheurs et chasseurs.
- Comité des fêtes : organisation de manifestations dans et pour la commune.